# Leucania favicolor
Leucania favicolor är en fjärilsart som beskrevs av Barrett 1896. Leucania favicolor ingår i släktet Leucania och familjen nattflyn. Inga underarter finns listade i Catalogue of Life.